# Colin Jost
Colin Kelly Jost (sinh ngày 29 tháng 6 năm 1982) là một diễn viên hài, diễn viên và nhà văn người Mỹ. Anh là biên kịch của Saturday Night Live (SNL) từ năm 2005 và đồng quản lý của Weekend Update từ năm 2014. Anh cũng từng là một trong những người đồng biên kịch của chương trình từ năm 2012 đến năm 2015 và sau đó trở lại với tư cách là một trong những người viết chính của chương trình vào năm 2017 cùng với Michael Che.

## Tiểu sử
Colin Jost sinh ra và lớn lên ở Thành phố New York ở khu phố Grymes Hill của Staten Island, anh là anh cả trong 2 anh em. Mẹ anh, Kerry J. Kelly, là giám đốc y tế của Sở cứu hỏa thành phố New York, và cha của anh, Daniel A. Jost, là một cựu giáo viên tại Trường Trung học Kỹ thuật Đảo Staten. Anh có một em trai, Casey Jost, tác giả và nhà sản xuất của Impractical Jokers; anh cũng vào vai trong Staten Island Summer.